# さくらみお
さくら みお(さくら みお、2月18日 - ）は、日本のグラビアアイドル。

## 経歴
2018年に神谷澪としてデビュー。2019年10月に改名。

## 人物
自分自身を「二日酔いアイドル」と称するほどのお酒好き。

## 作品

### DVD
- Limit Break（2018年5月25日、スパイスビジュアル）
- さくら日和（2018年10月26日、グラッソ）
- 森のみおちゃん（2019年2月28日、グラッソ）
- お菓子の国のみお（2019年6月28日、グラッソ）
- さくらいろ（2019年10月25日、グラッソ）